# Rudolf Chlad (politik ČSS)
Rudolf Chlad (17. července 1922 – 18. července 1986) byl český a československý politik Československé strany socialistické a poslanec České národní rady, Sněmovny národů a Sněmovny lidu Federálního shromáždění za normalizace.

## Biografie
Po provedení federalizace Československa usedl v lednu 1969 do České národní rady, kde setrval do konce volebního období, tedy do voleb roku 1971. Uvádí se tehdy jako vedoucí odboru OTŘ, národního podniku Pozemní stavby, bytem Stará Role.
K roku 1971 se profesně uvádí jako vedoucí odboru organizace a řízení. K roku 1976 coby vedoucí oddělení podniku Pozemní stavby. Ve volbách roku 1971 zasedl do české části Sněmovny národů (volební obvod č. 25 - Karlovy Vary, Západočeský kraj). Ve volbách roku 1976 přešel do Sněmovny lidu (obvod Karlovy Vary) a mandát obhájil ve volbách roku 1981 (obvod Rokycany). Ve Federálním shromáždění setrval do konce funkčního období, tedy do voleb roku 1986.